# Сироїжкові
Сироїжкові (Russulaceae) — родина грибів порядку Русулальні. За інформацією 10-го видання Словника грибів (Dictionary of the Fungi), родина містить 5 родів і 1243 описаних видів.
Представники родини мають відкриті плодові тіла. Гіменофор пластинчастий. Характерною особливістю є наявність у плодових тілах великих сферичних клітин — сфероцист. Завдяки цим клітинам плодові тіла представників порядку дуже ламкі та крихкі.